# 東雲キャナルコートCODAN
東雲キャナルコートCODAN（しののめキャナルコートCODAN）は、東京都江東区の東雲キャナルコート中央ゾーンにある都市再生機構（UR）が整備した賃貸型集合住宅（1,712戸）の総称である。2004年照明普及賞・優秀施設賞、2005年度グッドデザイン金賞、2006年第47回BCS賞（建築業協会賞）、2013年都市住宅学会賞・業績賞を受賞。

## 概要
特徴の薄い中央ゾーン約4.8haを「CODAN」と命名し、大胆な提案の公団賃貸住宅として立ち上げ情報発信力を持たせた。容積率は400%に近く、これまでなら超高層とするところ、あえて高層板状で新しい都市空間の提案・都心居住のモデルづくりに挑んでいる。
計画を実現するため、三枝成彰を座長、残間里江子をコーディネーターに据え、有識者で構成する「まちなみ街区企画会議」を組織してコンセプトをねり、山本理顕ら各街区の基本設計者とランドスケープ、サインや照明デザイナーで構成される「東雲デザイン会議」で、全体のデザインを調整しながら、「個性的でありながら統一感のあるまちなみづくり」が行われた。
14階建ての高層住宅を中心に6つの街区を貫くS字状アヴェニュー沿いは建物の高さをおさえ、店舗等を配置することで、街路型の都市空間と賑わいを生み出している。各住棟の外壁には「コモンヴォイド」を設け、圧迫感を和らげるとともに、コモンヴォイドの色彩や照明デザインにより、印象的な景観を創出している。
なお、5街区は民間供給支援型賃貸住宅制度を活用し、定期借地によりURから東京建物が土地を賃借して住棟を建設。「Brillia ist 東雲キャナルコート」（423戸）を運営しているが、デザイン会議での調整のもと、一体的な空間整備が行われている。また、その他の街区の住棟は、2019年11月からURに代わって、東急住宅リースが管理・運営を行っている。

## 沿革
- 2003年7月～2005年3月 - 竣工。

## 構成
- 1街区 山本理顕
- 2街区 伊東豊雄
- 3街区 隈研吾（新建築0405）
- 4街区 山田正司
- 5街区 Brillia ist 東雲キャナルコート
- 6街区 元倉眞琴、山本圭介、堀啓二（新建築0506）